# Hergolshäuser Musikanten
Die Hergolshäuser Musikanten sind ein fränkisch-bayerischer Musikverein.

## Geschichte
Die Hergolshäuser Musikanten wurden 1973 als dörflicher Musikverein im unterfränkischen Hergolshausen, einem Ortsteil der Gemeinde Waigolshausen im Landkreis Schweinfurt, gegründet. Nachdem die ersten Musikproben in eigener Regie, oft durch den späteren Ehrenvorstand Heinrich Kremling gehalten wurden, entschloss sich der Verein, einen Berufsmusiker der DDR, Georg Frick, für das Amt des Dirigenten zu verpflichten. Unter seiner Leitung gelang es dem Musikverein Hergolshausen, junge Leute an die Musik heranzuführen. Im Oktober 1981 übernahm der 19-jährige Rudi Fischer die Leitung der Kapelle. Unter seiner Regie begann der Aufbau des Gesangsduos Renate und Rudi und der Name wurde auf Hergolshäuser Musikanten geändert.
Das Blasorchester unternahm zwei Tourneen durch Südafrika und Namibia sowie Auslandsauftritte und Auftritte bei Funk und Fernsehen. Als Highlight jeder Saison veranstalten die Musikanten jährlich ein Böhmisches Open Air im Schlosspark Werneck.
Zur Förderung des Nachwuchses wurde 2008 das Jugendorchester Die Jungen Hergolshäuser gegründet.

## Titel und Auszeichnungen
Die Hergolshäuser Musikanten wurden bei der Europameisterschaft der böhmisch-mährischen Blasmusik 2000, 2002 und 2003 Europameister in der Amateuroberstufe.

## Diskographie
- 1991: Wir aus dem Frankenland (MC)
- 1994: Musikantensehnsucht (MC, CD)
- 1998: Schön ist das Leben (MC, CD)
- 2002: Weiber G’Schichten (MC, CD)
- 2005: Böhmischer Frühling (CD)
- Festliches Marienkonzert (CD)
- 2009: Grüss Gott (CD)
- 2013: Leb’ dein Leben (CD)
- 2019: Freunde feiern Blasmusik – Die Zehnte (CD)